# Стримерная камера
Стримерная камера — детектор высокоэнергетических заряженных частиц, разновидность искровой камеры с широкой щелью, в которой трек (траектория) частицы регистрируется как последовательность коротких «стримеров» в инертном газе, заполняющем пространство между двумя металлическими пластинами.
В процессе прохождения через инертный газ внутри искровой камеры заряженная частица ионизирует его. Между двумя пластинами стримерной камеры подаётся очень короткий импульс высокого напряжения, длительностью около 10 нс, создающий электрическое поле напряжённостью 10—20 кВ/см. Как следствие, вдоль ионизированного элементарной частицей следа возникает лавинный процесс, но из-за малой длительности импульса напряжения его развитие обрывается на ранней стадии. В результате вдоль трека возникает достаточное количество коротких, длиной несколько миллиметров, светящихся «стримеров», вытянутых вдоль электрического поля, которые можно сфотографировать.
Преимуществами стримерной камеры являются возможность получения трёхмерного изображения траектории частицы и управляемого запуска процесса съёма измерений.